# Île Ouen
Die Île Ouen ist eine Insel in Neukaledonien. Sie wird durch den 1–2 km breiten Wooden-Kanal von der Südspitze der Hauptinsel Grande Terre getrennt und ist mit einer Fläche von 37 km² die größte küstennahe Insel der Grande Terre.

## Geographie
Die Insel liegt im Parc provincial du Grand Lagon Sud und wird durch ein immenses Korallenriff umsäumt, an dem im Winter Buckelwale während der Reproduktion entlangziehen. Durch die Bucht von Kouté wird die Insel in zwei Teile getrennt. Der Norden präsentiert das gleiche Aussehen wie die Hauptinsel, mit spärlicher Vegetation und reichlichen Vorkommen von Eisenerz, während der Süden durch eine von Ost nach West verlaufende Bergkette mit einem Primärwald geprägt ist, die aus feldspat- und magnesiumhaltigem Gestein besteht.
Am Fuß des Berges Nogougneto finden sich Lagerstätten weiß-grün schimmernden Gesteins, das verschiedene Eigenschaften der Jade aufweist und von den Einheimischen zur Herstellung von Äxten und Schmuck verwendet wurde. Die Jade wurde bereits Mitte des 19. Jahrhunderts im größeren Stil von Europäern mit wenig Aufwand abgebaut.
Die Vegetation besteht vorwiegend aus Macchie und einer invasiven Kiefernart aus der Karibik. Auf der Insel sind die mikro-endemischen Sträucher Mezoneuron ouenensis und Caesalpinia ouenensis beheimatet. Seit 2017 werden diese und andere verdrängte Pflanzenarten wie Santalum austrocaledonicum und Lignum vitae in einer von der Europäischen Union finanzierten Baumschule in Ouara gezüchtet, um den degradierten Boden der Insel wiederzubegrünen.
Seit 2013 verursachen die Küstenerosion und der Anstieg des Meeresspiegels zunehmend Überschwemmungen, von denen die meisten Häuser in Ouara betroffen sind. Auch die Strände werden immer weiter dezimiert.

## Jadezyklus
Die Jade der Île Ouen hat eine große kulturhistorische Bedeutung für Neukaledonien. Sie ist das Symbol der kulturellen Einheit der kanakischen Gesellschaften in Neukaledonien. Die aus der Jade dieser Insel hergestellten Äxte begannen im letzten Jahrtausend vor Ankunft der ersten Europäer in Neukaledonien zu zirkulieren. Sie hatten eine besondere Form, rund, sehr flach und mit zwei Perforationen versehen, an denen der Stiel befestigt wurde. Diese Beschaffenheit war einzigartig im Pazifikraum. Der französische Entdecker Joseph Bruny d’Entrecasteaux beschrieb sie 1793 zum ersten Mal während seiner Expedition in Balade (Pouébo), im Nordosten von Grande Terre. Dem Franzosen Jules Garnier, der die Jademine der Insel als erster Europäer entdeckt hatte, berichtete ein Einheimischer:

„Das ist der Stein, der dazu diente, Äxte herzustellen. Einst kam man bis von den Loyalitätsinseln, um davon Fragmente zu finden. Sogar blutige Kriege sind deshalb geführt worden [...] Wir hatten damals weder Äxte noch Messer aus Eisen oder Metall, dennoch mussten wir Pirogen schnitzen, unsere Fische und die Kadaver unserer Gegner aufschneiden. [...] Die Herstellung dauerte sehr lange. Das Leben eines Menschen hatte nicht immer gereicht, um eine Axt aus Jade herzustellen. Solch eine Axt war der größte Reichtum eines Häuptlings; für eine davon kaufte man den Frieden, schaffte sich Alliierte, besorgte man sich große Pirogen, es war wie Gold für uns.“

Die Jadescheiben wurden mit Pirogen auf die Île des Pins und nach Yaté im Südosten der Insel Grande Terre gebracht, wo sie geschliffen, perforiert und mit einem Stiel versehen wurden. Von dort begann ihr Tauschhandelkreislauf nach Maré, anschließend nach Lifou und Uvéa, bevor sie an die Nordostküste Neukaledoniens zurückkehrten. Im umgekehrten Kreislauf wurden mit traditionellen Perlen- oder Muschelgeldhalsketten und in einigen Fällen auch mit Frauen das Handelsgleichgewicht erhalten. Von den Loyalitätsinseln wurden gebrauchte und abgenutzte Jadeäxte, die immer noch von großem Wert waren, mit Gegenständen aus Vanuatu getauscht.

## Bildung
Die Insel verfügt über eine kleine Schule mit zwei Klassen und rund einem Dutzend Schülern. Sie werden von zwei Lehrern unterrichtet.

## Galerie

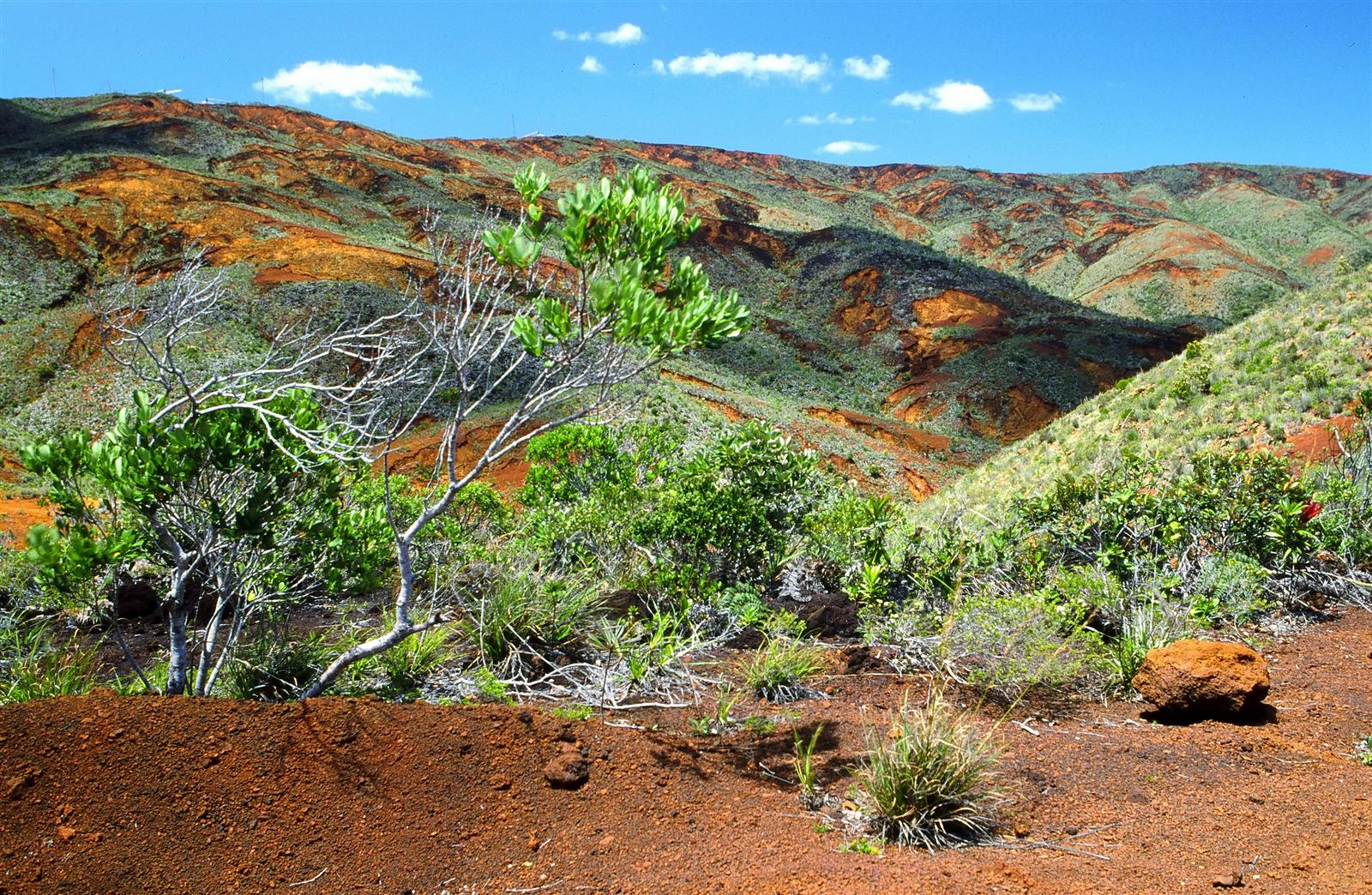
Typische Landschaft
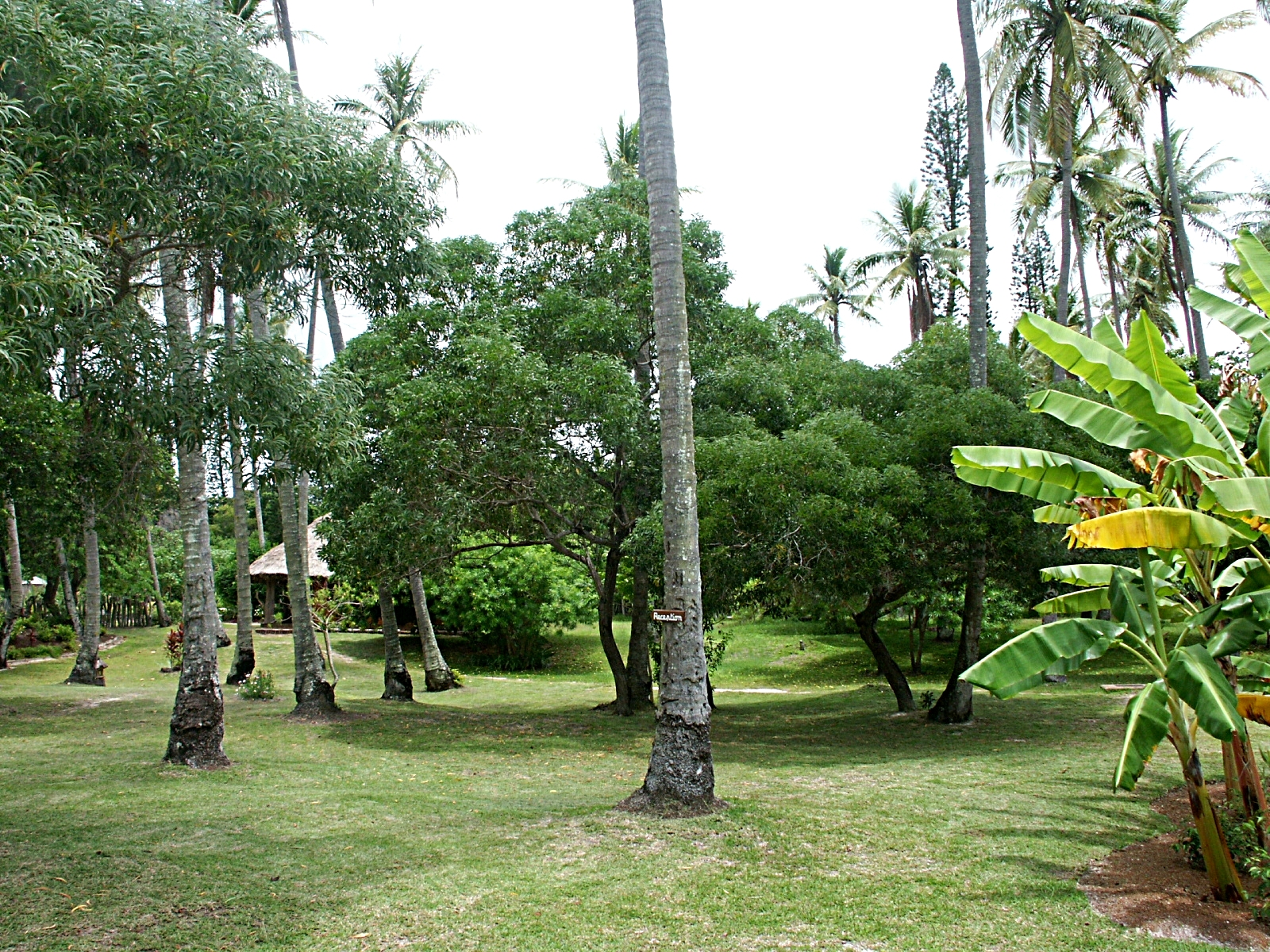
Santalum austrocaledonicum
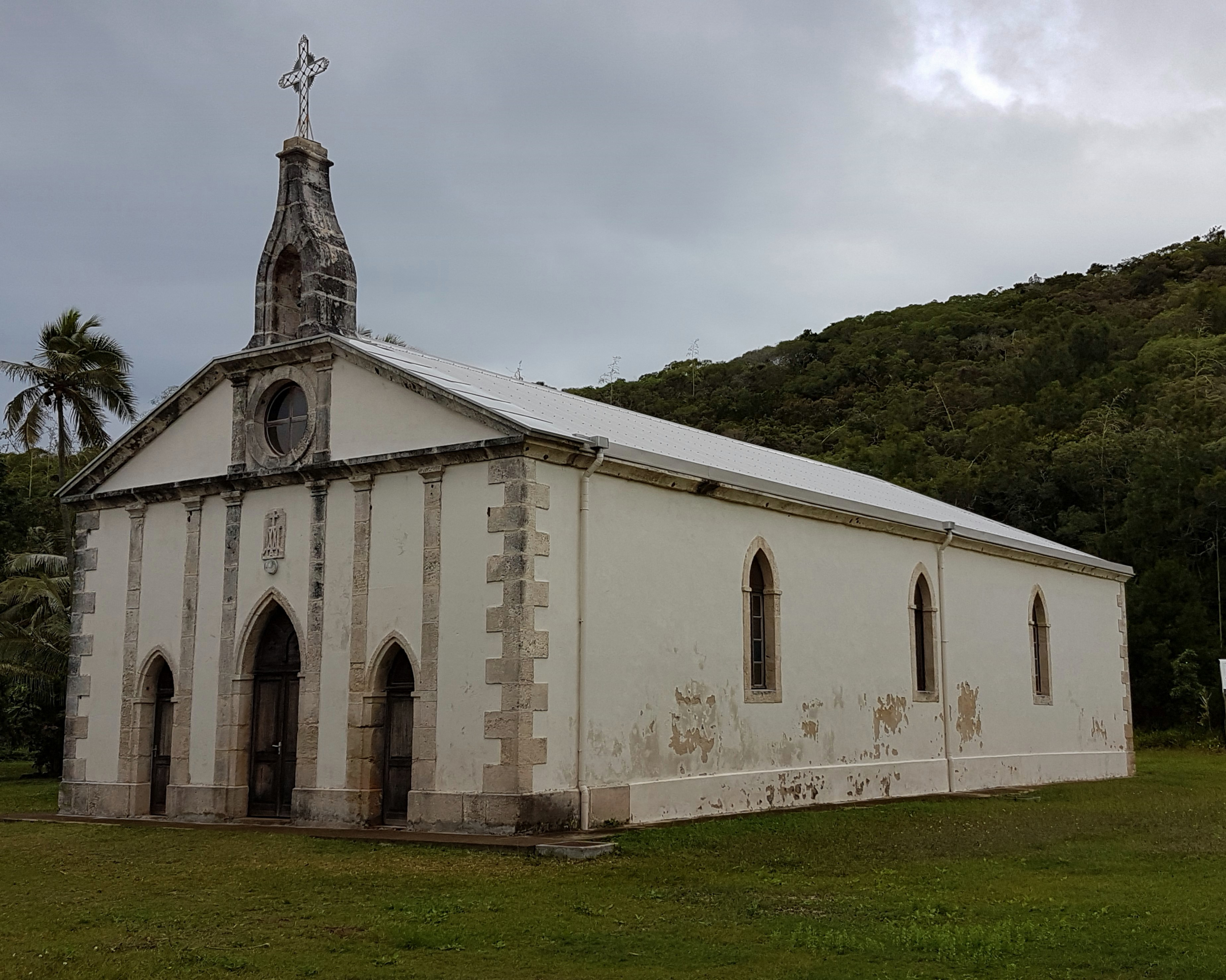
Kirche in Ouara
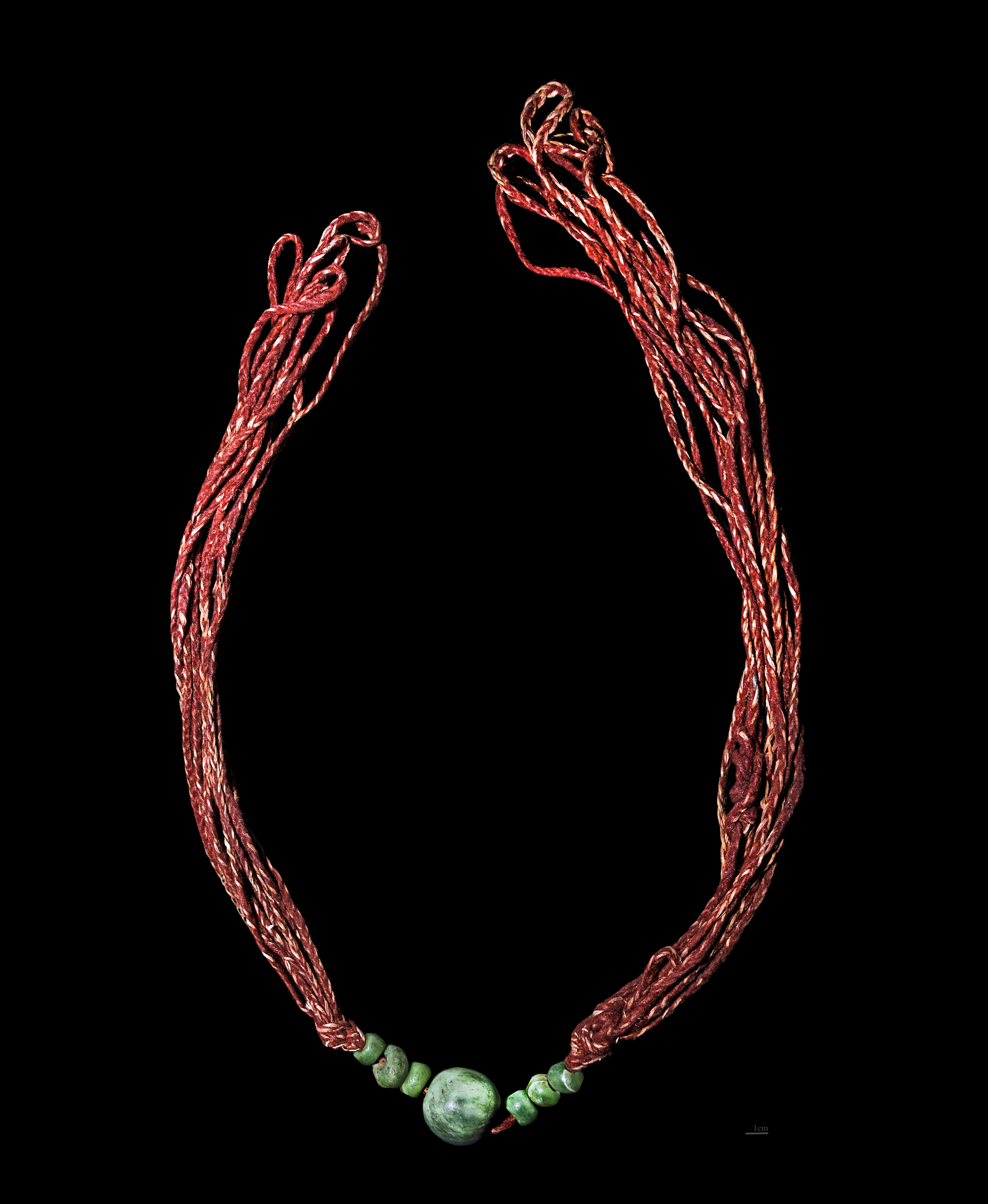
Halskette der Kanak aus Jade (um 1880)
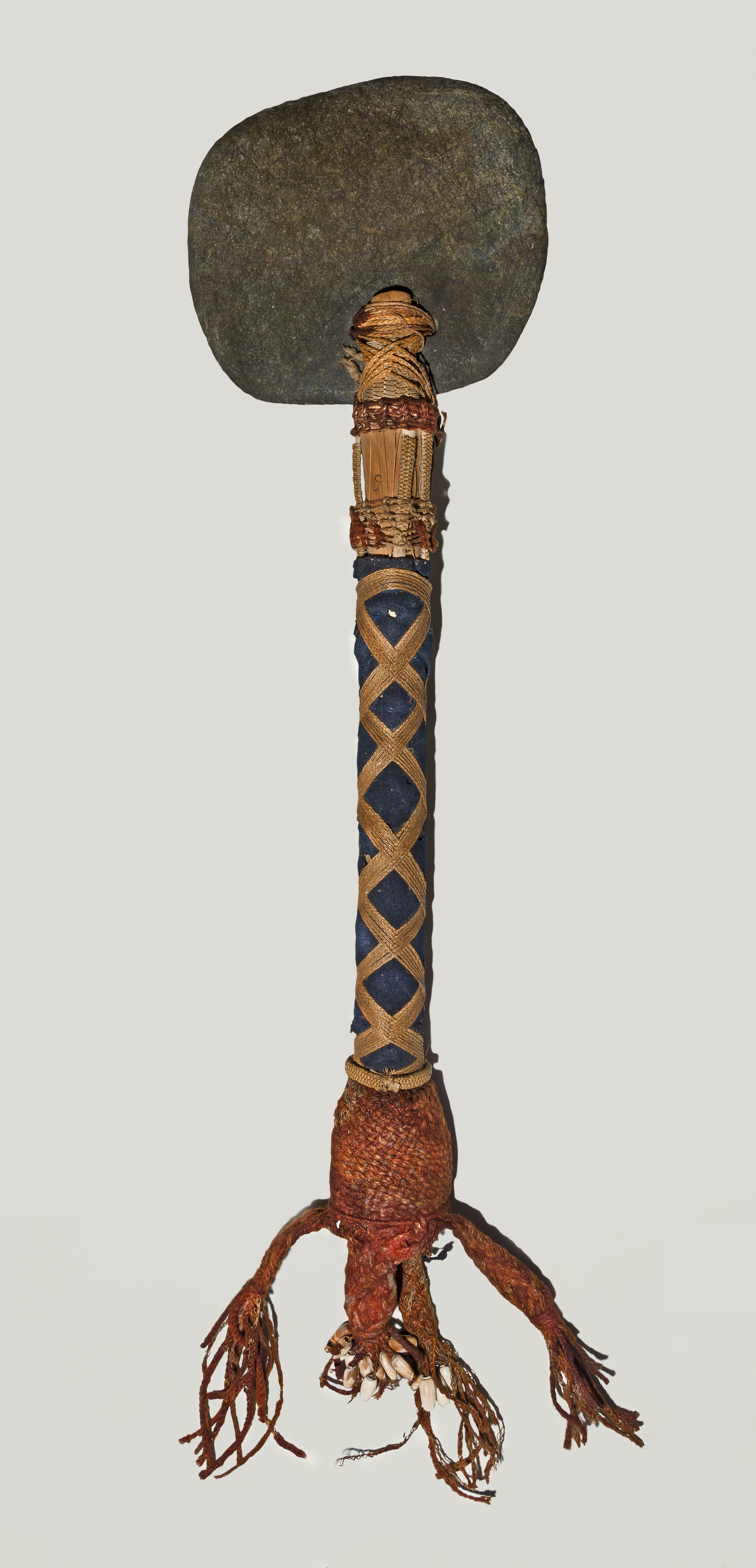
Jadeaxt (1878)

## Bekannte Persönlichkeiten
- Christian Tein (* 1968), Präsident der Unabhängigkeitsbewegung Kanakische und sozialistische Front der nationalen Befreiung